# تشاك هوستتلر
تشاك هوستتلر (بالإنجليزية: Chuck Hostetler)‏ هو لاعب كرة قاعدة أمريكي، ولد في 22 سبتمبر 1903 في McClellandtown, Pennsylvania ‏ في الولايات المتحدة، وتوفي في 18 فبراير 1971 في فورت كولنز في الولايات المتحدة.

## وصلات خارجية
- تشاك هوستتلر على موقعبيزبول رفرنس.كوم (الدوري الرئيسي) (الإنجليزية)
- تشاك هوستتلر على موقعبيزبول رفرنس.كوم (الدوري الثانوي) (الإنجليزية)